# All-way stop

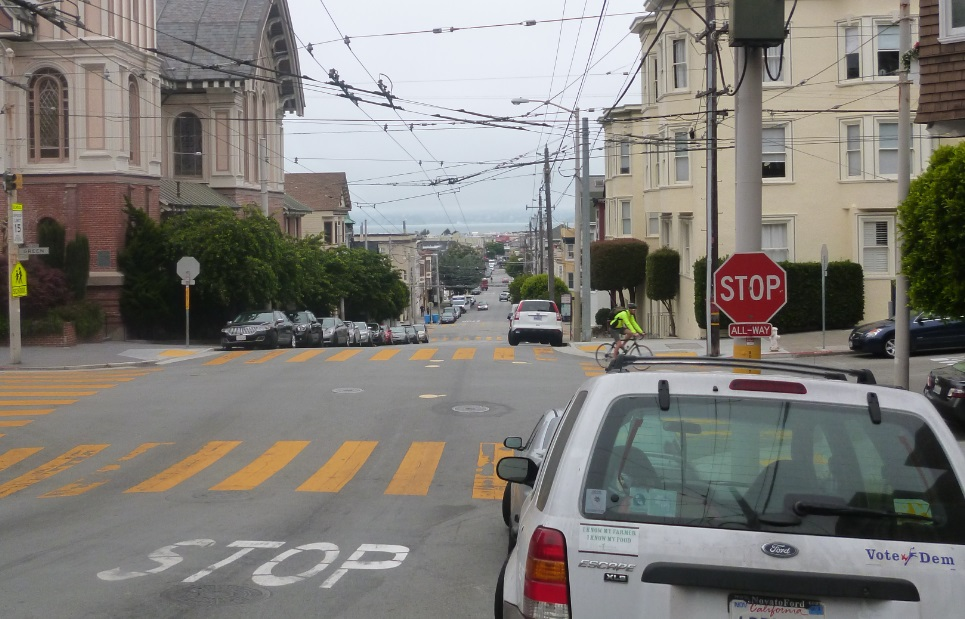
Skrzyżowanie 4-way stop

All-way stop (zazwyczaj four-way stop, gdy skrzyżowanie ma cztery wjazdy) – rodzaj skrzyżowania spotykanego w USA, Kanadzie i RPA, na którym obowiązuje przepis nakazujący pełne zatrzymanie pojazdu przed wjazdem na skrzyżowanie z każdej drogi prowadzącej do niego. Każdy wjazd na takie skrzyżowanie oznaczony jest znakiem STOP z dodatkową tabliczką informującą o obowiązywaniu takiego przepisu – „4-way stop” lub „All-way stop”, jeśli liczba dróg jest różna od 4.

## Zasady
Kierowca musi całkowicie zatrzymać pojazd przed wjazdem na skrzyżowanie all-way stop lub przed przejściem dla pieszych, o ile skrzyżowanie takie posiada. W większości jurysdykcji na tego typu skrzyżowaniach zawsze pierwszeństwo ma pieszy, nawet jeśli nie namalowano pasów. W niektórych jurysdykcjach, np. w stanie Idaho rowerzyści są zwolnieni z obowiązku całkowitego zatrzymania się, muszą natomiast ustąpić pierwszeństwa zgodnie z przepisami ruchu drogowego. Po całkowitym zatrzymaniu pojazdu, kierowcy przejeżdżają przez skrzyżowanie w takiej kolejności, w jakiej na nie przybyli. W USA pojazdy, które przybyły na skrzyżowanie mniej więcej jednocześnie przejeżdżają przez nie zgodnie z regułą pierwszeństwa dla pojazdu z prawej strony, w RPA wymagane jest nawiązanie kontaktu wzrokowego, a pierwszeństwo przejazdu kierowcy uzgadniają między sobą za pomocą gestów. Niektóre jurysdykcje mają bardziej rozbudowany system zasad, w którym przewidziano reguły w przypadku wjazdu na skrzyżowanie dwóch lub więcej pojazdów jednocześnie.

## Przepisy

Ośmiokątny znak STOP

W USA przepisy na temat m.in. ruchu na skrzyżowaniach all-way stop reguluje wydany przez Federalną Administrację Autostrad Manual on Uniform Traffic Control Devices (MUTCD). Tam, gdzie ze względu na poprawę przepustowości skrzyżowania wprowadzono system „All-way stop”, informują o tym tabliczki umieszczone pod standardowym, ośmiokątnym znakiem STOP: „4-way”, gdy są 4 wjazdy na skrzyżowanie, lub „All-way” przy innej ich liczbie. Zgodnie z MUTCD, o wprowadzeniu zasady „All-way stop” decydują względy inżynierii ruchu drogowego, brane jest pod uwagę potencjalne zwiększenie przepustowości skrzyżowania oraz inne czynniki. Spotyka się je najczęściej w miejscach, w których przecinają się drogi równorzędne, jednak natężenie ruchu jest na tyle małe, że instalowanie sygnalizacji świetlnej jest nieopłacalne, bądź też w przypadku, gdy zasada pierwszeństwa dla nadjeżdżających z prawej strony mogłaby być niejasna. Innym powodem może być też chęć utworzenia strefy wolnego ruchu (wynikającego z konieczności pełnego zatrzymania pojazdu), na przykład na skrzyżowaniach położonych w pobliżu szkół.
Analogiczne zasady „all-way stop” obowiązują niekiedy także w przypadku awarii sygnalizacji świetlnej, gdy wszystkie sygnalizatory mają migające czerwone światło.

## Zalety i wadyAll-way STOP
Głównym powodem stosowania tego systemu jest poprawa bezpieczeństwa. Według międzynarodowych badań, wprowadzenie systemu „All-way stop” redukuje wypadkowość o 45%. Jednakże Handbook of Road Safety Measures zaleca używanie tych zasad na drogach podrzędnych i poza terenem silnie zurbanizowanym, z uwagi na istniejące wady takiego rozwiązania.
Niektóre z zalet systemu all-way stop:
- pewność, że pojazdy będą się poruszać z niewielką prędkością w okolicach skrzyżowania i każdy kierowca będzie miał dostateczną ilość czasu, by prawidłowo ocenić sytuację na skrzyżowaniu[5]
- uspokaja ruch
- z uwagi na niską prędkość pojazdów są bezpieczniejsze dla pieszych
- zasady all-way stop mogą być domyślnie wykorzystywane w sytuacji awarii sygnalizacji świetlnej

Wady all-way stop to m.in.:
- zwiększona emisja dwutlenku węgla[7]
- zwiększone potencjalne opóźnienia[5]
- po wprowadzeniu takiego rozwiązania usunięcie znaków i zmiana zasad jest ryzykowna, kierowcy jeżdżący „na pamięć” mogą podnieść wówczas wypadkowość o 40%[8]

## All-way stopw innych krajach
Poza Ameryką Północną i RPA takie rozwiązanie jest rzadko spotykane. Testowano je w Szwecji począwszy od lat 80. XX wieku i choć jest przewidziane w szwedzkim prawie o ruchu drogowym, wykorzystuje się je obecnie nader sporadycznie. Częściej można spotkać droższe w budowie ronda.
Takie rozwiązanie funkcjonuje również w Polsce we wsi Antoniów w powiecie lipskim. Według Policji znacznie poprawiło bezpieczeństwo na mało uczęszczanym skrzyżowaniu, na którym dochodziło jednak do śmiertelnych wypadków. Rozwiązanie to jest sprzeczne z polskim prawem nakazującym stosowanie znaku B-20 wraz z D-1 lub A-6 na drodze poprzecznej.